# Het transgalactisch liftershandboek
Het transgalactisch liftershandboek (Engels: The Hitchhiker's Guide to the Galaxy, afkortingen onder andere: HHGTTG, HHG, HHGG, HHG2TG, THHG en H2G2) is een verzameling komische sciencefictionwerken bedacht door Douglas Adams. Het begon als een (Engelstalig) radiohoorspel van twaalf afleveringen ('fits'), voor het eerst uitgezonden in 1978 door BBC Radio, daarna door de BBC World Service. Deze reeks is ook uitgebracht op cd door de BBC. In 1981 volgde een zesdelige televisieserie (in 2004 uitgebracht op dvd).
Tussen 1979 en 1984 verscheen het verhaal in sterk uitgebreide en bewerkte versie als vierdelige boekenserie. In 1992 verscheen een vijfde deel waardoor er uiteindelijk sprake is van een pentalogie. Op het titelblad van de boeken zelf wordt soms gesproken van 'een trilogie in vijf delen'. De omnibus "The Ultimate Hitchhiker's Guide" bevat daarnaast nog het korte verhaal Young Zaphod Plays it Safe, dat vrijwel, maar niet helemaal, ongerelateerd is aan de rest van de trilogie. In 2005 verscheen er een verfilming van het boek met onder andere Martin Freeman in de hoofdrol.

## Verhaal
Alle bewerkingen binnen de verzameling volgen in grote lijnen dezelfde plot, maar wijken toch in veel details van elkaar af, doordat Adams het verhaal voor elke bewerking herschreef. Belangrijke verschillen zijn vaak dat bepaalde gebeurtenissen in de verschillende bewerkingen in een andere volgorde plaatsvinden.
Alle bewerkingen gaan over een Engelsman genaamd Arthur Dent, die samen met zijn buitenaardse vriend Ford Prefect weet te ontkomen aan de vernietiging van de aarde, waarna hij door het heelal moet gaan zwerven. Prefect werkt voor een intergalactische gids voor reizigers getiteld Het transgalactisch liftershandboek. Ze reizen door het heelal aan boord van een schip genaamd de Heart of Gold. Dit schip wordt aangedreven door de "Onwaarschijnlijkheids Aandrijving" (Engels: Improbability Drive). Andere bemanningsleden van dit schip zijn Marvin de paranoïde androïde, Zaphod Beeblebrox en Trillian.

## Geschiedenis
De eerste radioserie ontstond als gevolg van het idee voor een andere serie genaamd "The Ends of the Earth". Deze serie zou zes op zichzelf staande verhalen bevatten waarin de aarde steeds op een andere manier wordt vernietigd. Terwijl Adams aan de eerste aflevering werkte, besefte hij dat hij een buitenaards personage nodig had dat ten tijde van de vernietiging op aarde zou zijn om zo enige context te geven aan het verhaal. Adams maakte van deze alien een reizende onderzoeker die informatie aan het verzamelen was voor een boek. Terwijl de eerste aflevering vorderde, werd dit boek meer en meer het centrale onderwerp van het verhaal. Uiteindelijk besloot Adams om het originele plan te laten schieten en de radioserie geheel om dit boek te laten draaien.
Adams beweerde dat de titel afkomstig was van een ervaring uit 1971, toen hij al liftend Europa doorreisde met als hulpmiddel een exemplaar van de Hitch-hiker's Guide to Europe. Op een avond kreeg hij het idee dat een soortgelijk boek voor het heelal geen slecht idee zou zijn. Volgens Adams’ vrienden sprak hij al eens een keer over zo’n transgalactisch liftershandboek tijdens een vakantie in Griekenland in 1973.

## Media

### Originele radioserie
De eerste radioserie bestond uit zes afleveringen, die werden uitgezonden op BBC Radio 4. in 1978. De serie sloeg aan en kreeg een schare fans. De eerste serie werd in 1978 tweemaal herhaald. In 1980 kreeg de serie een vervolg bestaande uit vijf afleveringen. Tevens werd er een kerstspecial gemaakt, waarmee het totaal aantal afleveringen op twaalf kwam.
Opmerkelijk was het geluid bij de serie, onder meer omdat het de eerste komische serie was die in stereo werd opgenomen. Aan het succes droeg sterk bij dat komiek Peter Jones de stem van de Gids insprak.

### Boeken

#### Door Douglas Adams
Douglas Adams schreef in totaal vijf boeken. Deze boeken worden vaak omschreven als een trilogie in vijf delen; een naam die is ontstaan toen na de uitgave van het derde boek, waarmee de eerste trilogie werd afgerond, nog twee delen verschenen.
De boeken zijn:
1. Het transgalactisch liftershandboek (The Hitchhiker's Guide to the Galaxy)
2. Het restaurant aan het eind van het heelal (The Restaurant at the End of the Universe)
3. Het leven, het heelal en de rest (Life, the Universe and Everything)
4. Tot ziens en bedankt voor de vis (So Long, and Thanks for all the Fish)
5. Grotendeels ongevaarlijk (Mostly Harmless)

Douglas Adams en BBC-producer Geoffrey Perkins schreven samen ook het boek The Hitch-hiker's Guide to the Galaxy: The Original Radio Scripts dat in 1985 uitkwam. In de radioserie (6+5 afleveringen) zijn bepaalde situaties uitgewerkt die niet in de boeken staan.

#### Door andere auteurs
Op 17 september 2008 werd aangekondigd dat Eoin Colfer een zesde deel, genaamd And Another Thing..., zou schrijven en dat met toestemming van Jane Belson, de weduwe van Douglas Adams.
Het (Engelstalige) boek kwam uit op 12 oktober 2009 en beschrijft de verdere avonturen van Arthur en Random Dent, Ford Prefect, Zaphod Beeblebrox, Tricia McMillan en vele anderen.

### Televisieserie
De populariteit van de radioserie leidde tot een zes afleveringen tellende televisieserie, geregisseerd door Alan J. W. Bell. De serie debuteerde in januari 1981. Een tweede seizoen stond op de planning, maar werd niet gemaakt door onenigheid tussen Adams en BBC.

### Tweede radioserie
Op 21 juni 2004 kondigde BBC aan een nieuwe radioserie te maken, gebaseerd op het derde boek uit de franchise. Deze bewerking volgde de verhaallijn uit het boek nauwkeurig, wat echter vaak voor problemen zorgde met gebeurtenissen uit de voorgaande radioserie. Veel bekende mensen hadden een gastrol in de serie, zoals Joanna Lumley, Jackie Mason, Miriam Margolyes en Henry Blofeld.

### Film
Op 4 augustus 2005 verscheen de film, na bewerking van het boek. De film kreeg verdeelde kritieken en bij het grote publiek bleef het succes uit. De plot van de film week sterk af van die van de boeken en radioseries.

### Toneel

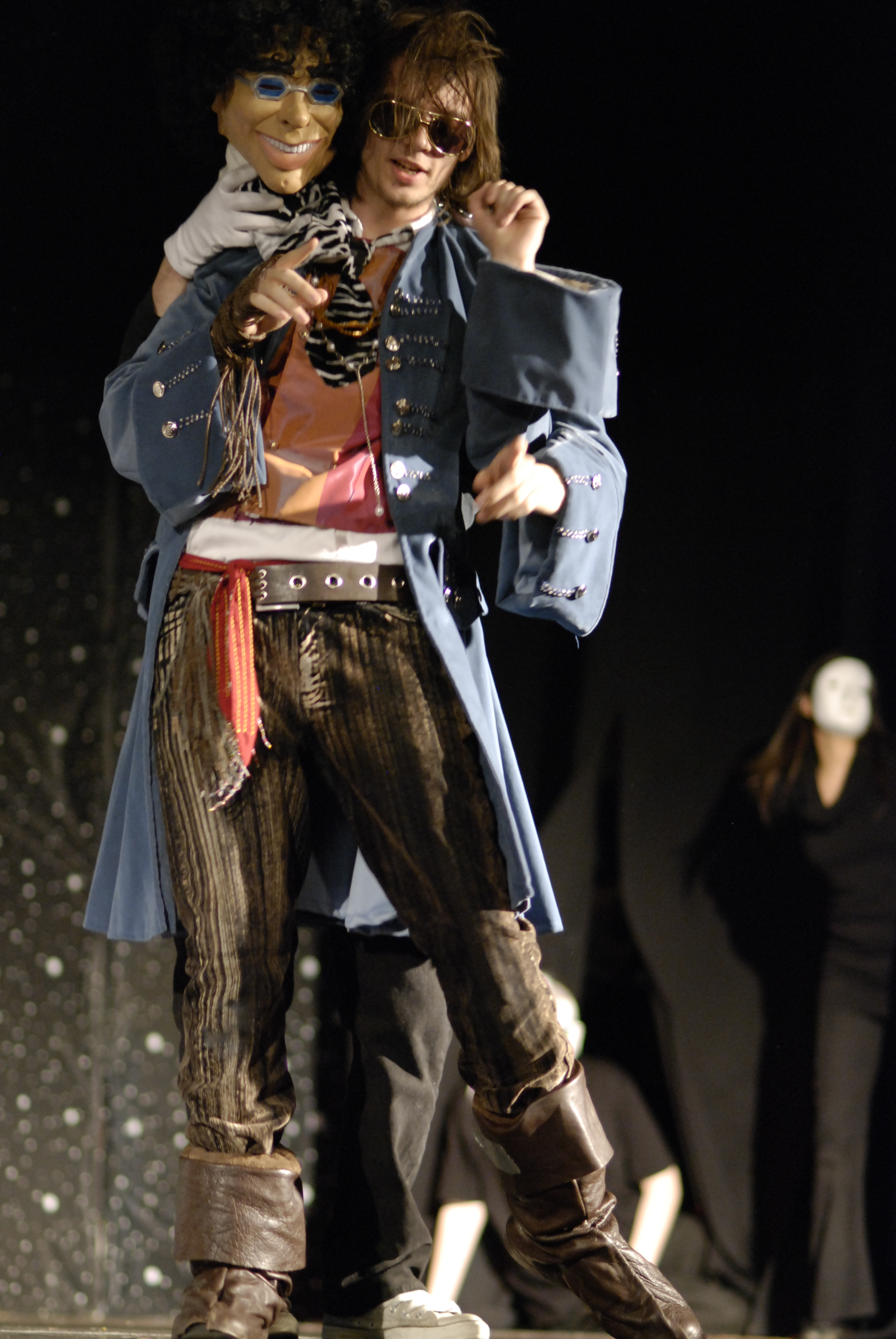
Adam Pope speelt Zaphod Beeblebrox in een amateurproductie van HHGTTG

Er zijn verschillende professionele en amateurtoneelversies gemaakt van Het transgalactisch liftershandboek. In 1979 en 1980 vonden al drie producties plaats. De eerste werd opgevoerd in de Institute of Contemporary Arts in Londen, tussen 1 en 9 mei 1979. Deze show was een bewerking van de radioserie, en werd geregisseerd door Ken Campbell. De show duurde 90 minuten.
De tweede show werd opgevoerd in Wales tussen 15 januari en 23 februari 1980. Dit was een productie van Clwyd Theatr Cymru, onder regie van Jonathan Petherbridge. Er werden toneelversies van hele radioafleveringen opgevoerd.
De derde en tevens minst succesvolle toneelshow werd gehouden in het Rainbow Theatre in Londen, in juli 1980. Dit was de tweede productie onder regie van Ken Campbell. De show duurde drie uur, iets waar veel kritiek op kwam.
Latere toneelproducties hadden vaak te lijden onder het feit dat er ook een film gemaakt zou worden. Amateurversies bestaan wereldwijd.

### Computerspel
In 1984 verscheen een adventurespel bij Infocom gebaseerd op het eerste boek van de serie. Douglas Adams schreef zelf mee aan dit spel.

### Strip
In 1993 publiceerde DC Comics in samenwerking met Byron Preiss Visual Publications een driedelige stripserie gebaseerd op het eerste boek. Deze werd opgevolgd door een driedelige stripversie van het tweede boek in 1994, en een driedelige stripversie van het derde boek in 1996.

### Overig
Vooral in de jaren 80 van de 20e eeuw bracht de franchise een grote merchandising met zich mee. Zo werden er onder andere handdoeken uitgebracht met daarop de omschrijving die “De Gids” geeft voor handdoeken.

## Concepten

### De gids
De gids waar het in de verhalen allemaal om draait is een elektronische handleiding voor de Melkweg, oorspronkelijk gepubliceerd door Megadodo Publications, een van de grootste uitgevers van Ursa Minor Beta. De gids heeft informatie over vrijwel alle planeten en levensvormen binnen de melkweg en kan via een elektronische stem de bezitter hierover inlichten.
De gids is volgens de verhalen populairder dan de Encyclopedia Galactica, ondanks dat de gids niet altijd even betrouwbaar is als die encyclopedie.
In het vijfde boek wordt een nieuw model van de gids geïntroduceerd. Deze heeft de vorm van een vogel en beschikt over enkele extra functies die de oude gids niet had, zoals het maken van een realistische droomwereld.

### 42
Een plot die steeds terugkeert in de verhalen is de vraag behorend bij Het antwoord op de ultieme vraag over het Leven, het Universum, en Alles. Men weet enkel het antwoord op deze vraag: het getal 42. Wereldwijd zijn hier ontelbare registraties van. In veel films wordt het nummer gebruikt als "toevalsgetal". Dit getal 42 werd ooit door een supercomputer genaamd Deep Thought gegeven als antwoord op de ultieme vraag over het Leven, het Universum en Alles. Men begrijpt de vraag niet, maar volgens Deep Thought is er ook nooit een heldere vraag gesteld. Om die vraag te berekenen wordt een nieuwe supercomputer in het leven geroepen: de aarde. Vijf minuten voordat het programma van 10 miljoen jaar de ultieme vraag heeft berekend, wordt het vernietigd door de Vogons om plaats te maken voor een intergalactische snelweg. Zo kan het dat men nog altijd een goede vraag probeert te verzinnen waarop 42 het antwoord is. In de decimale ASCII tabel is 42 de asterisk welke als wildcard teken gebruikt wordt.

### Handdoek

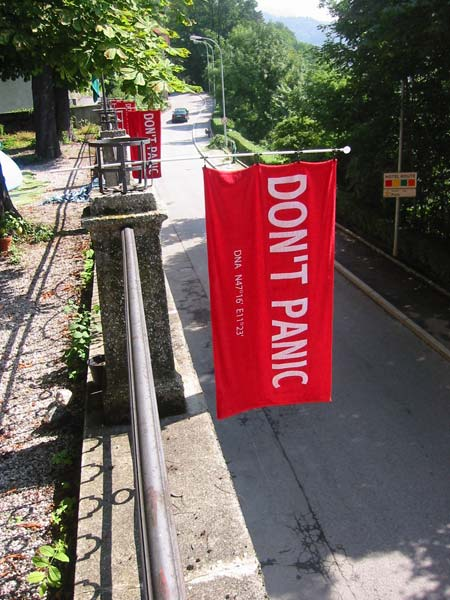
Towel Day in Innsbruck: handdoeken met zeefdruk als eerbetoon aan Douglas Adams. Naast de woorden 'DON'T PANIC' staan de gps-gegevens van de stad Innsbruck, waar hij op het idee kwam voor The Hitchhiker's Guide to the Galaxy

Een ander regelmatig terugkerend onderwerp in de verhalen is het feit dat een transgalactische lifter altijd zijn handdoek bij zich moet hebben. Een handdoek is namelijk het handigste hulpmiddel voor een lifter. Niet alleen is het op veel verschillende manieren te gebruiken, maar het heeft ook een psychologische waarde. Niet-lifters gaan er namelijk van uit dat een lifter die na vele gevaren te hebben doorstaan nog steeds een handdoek heeft, iemand is waar rekening mee gehouden dient te worden. Towel Day wordt ieder jaar wereldwijd gevierd op 25 mei.
Mede door de rol in de boeken is de handdoek een van de bekendste accessoires van de franchise geworden. Onder liefhebbers van Het transgalactisch liftershandboek dient het gezegde "weten waar je handdoek is" als teken om aan te geven dat het prima gaat.

### Babelvis
De Babelvis is een klein, geel, vis- of bloedzuigerachtig wezen dat dienst kan doen als universele vertaler. Hij kan geluidsgolven en hersengolven opvangen en die doorsturen naar het spraakcentrum in het brein van een ander persoon, waarbij alles automatisch wordt vertaald naar de moedertaal van die persoon. Iemand met een babelvis in zijn oor kan derhalve alles verstaan wat er gezegd wordt, in welke taal dan ook. Bijna alle personages in de franchise hebben zo'n babelvis in hun oor. In de film wordt de babelvis bij alle personages in het oor ingebracht door de Vogons als zij aan boord van één van hun schepen zijn.
In de boeken wordt onder andere vermeld dat de babelvis wordt gezien als het ultieme bewijs dat God bestaat, daar zo'n wezen onmogelijk door evolutie kan zijn ontstaan. Echter, daar bewijs geloof verdringt en God niet kan bestaan zonder geloof, is de Babelvis tevens het ultieme bewijs dat God juist niet (meer) bestaat. De Babelvis is tevens de oorzaak van veel bloedige conflicten en oorlogen vanwege zijn vermogen om taalbarrières weg te nemen.

## The Hitchhiker's Guide in vertaling
Zowel het radiohoorspel als de boekenserie zijn in het Nederlands vertaald. De Nederlandse versie van het hoorspel, geproduceerd en geregisseerd door Vincent van Engelen en Martin Cleaver, werd omstreeks 1980 uitgezonden door de KRO en verscheen in 2005 op cd. Hij bevat onder meer de stemmen van Marnix Kappers, Jan Simon Minkema, Herman van Run en Edwin Rutten. De latere NCRV-presentator Cees Grimbergen en cabaretier Harrie Jekkers hebben een bijrol als twee filosofen. In de Nederlandse vertaling hebben de diverse personages en begrippen een nieuwe, "vernederlandste" naam gekregen.
| Originele naam                         | Nederlandse vertaling                                                              | Acteur              |
| -------------------------------------- | ---------------------------------------------------------------------------------- | ------------------- |
| Arthur Dent                            | Hugo Veld                                                                          | Marnix Kappers      |
| Ford Prefect                           | Amro Bank                                                                          | Luc van de Lagemaat |
| The Guide                              | Het handboek                                                                       | Herman van Run      |
| Zaphod Beeblebrox                      | Zefod Bijsterbuil                                                                  | Jan Simon Minkema   |
| Trillian (Tricia McMillan)             | Trema (Trees Jansma)                                                               | Willy Maasdam       |
| Marvin the Paranoid Android            | Theo de tobbende robot (boek: Arnold de Paranoïde Androïde)                        | Wigbolt Kruyver     |
| Slartibartfast                         | Magdiragdag                                                                        | Joop Reynolds       |
| Max Quordlepleen                       | Max Kwordelplien                                                                   | Edwin Rutten        |
| Deep Thought                           | De felle realist (boek: De Diepe Denker)                                           | Ahmed Muthalib      |
| The Ravenous Bugblatter Beast of Traal | Het Graaiende Grauwbekbeest van Traal (boek: Het Grote Bugblatter Beest van Traal) |                     |